# Kyffhäusers voetbalkampioenschap
Het Kyffhäusers voetbalkampioenschap was een van de regionale voetbalcompetities van de Midden-Duitse voetbalbond, die bestond van 1911 tot 1933. De kampioen plaatste zich telkens voor de Midden-Duitse eindronde en maakte zo ook kans op de nationale eindronde.
In 1915 schreven zich vier clubs in, maar het is niet bekend of er ook wedstrijden gespeeld werden. In 1915/16 werd er geen competitie gespeeld. 
In 1933 kwam de Nationaalsocialistische Duitse Arbeiderspartij aan de macht en werden de overkoepelende voetbalbonden en hun talloze onderverdelingen opgeheven om plaats te maken voor de nieuwe Gauliga.

## Erelijst
- 1912 FC Preußen Nordhausen
- 1913 VfB Sangerhausen
- 1914 Geen kampioen
- 1917 Wacker Mars Nordhausen
- 1918 VfB Sangerhausen
- 1919 Wacker Nordhausen
- 1924 VfB 1909 Eisleben
- 1925 BSC Sangerhausen
- 1926 BSC Sangerhausen
- 1927 VfB 1909 Eisleben
- 1928 VfB 1909 Eisleben
- 1929 Preußen Nordhausen
- 1930 Wacker Nordhausen
- 1931 Wacker Nordhausen
- 1932 BSC Sangerhausen
- 1933 BSC Sangerhausen

### Seizoenen eerste klasse
Onderstaand overzicht van seizoenen Kÿffhäuser (vanaf 1907), teams in het paars speelden vanaf 1927 in de Gauliga Eichsfeld
 = Eichsfeld
| Club                                  | /14 | Periode (1911-1914, 1917-1918, 1923-1933) |
| ------------------------------------- | --- | ----------------------------------------- |
| BSC 1907 Sangerhausen                 | 14  | 1911-1914, 1917-1918, 1923-1933           |
| VfB 1906 Sangerhausen                 | 14  | 1911-1914, 1917-1918, 1923-1933           |
| SV Wacker 1905 Nordhausen             | 13  | 1911-1914, 1923-1933                      |
| SpVgg Preußen 1905 Nordhausen         | 13  | 1911-1914, 1923-1933                      |
| VfB 1909 Eisleben                     | 11  | 1917-1918, 1923-1933                      |
| SpVgg 1919 Eisleben                   | 10  | 1923-1933                                 |
| SC Merkur Volkstedt                   | 4   | 1929-1933                                 |
| SpVgg Helbra                          | 4   | 1928-1932                                 |
| SpVgg Leimbach-Mansfeld               | 4   | 1923-1925, 1927-1929                      |
| SC Schwarzburg-Sondershausen          | 4   | 1913-1914, 1925-1928                      |
| FC 1911 Heiligenstadt                 | 4   | 1923-1927                                 |
| VfB Oberröblingen                     | 3   | 1930-1933                                 |
| SC Olympia Nordhausen                 | 3   | 1923-1926                                 |
| Sportfreunde Klostermansfeld-Benndorf | 2   | 1931-1933                                 |
| VfR Dingelstädt                       | 2   | 1924-1926                                 |
| Polizei VfL Sondershausen             | 1   | 1932-1933                                 |
| VfB Bleicherode                       | 1   | 1930-1931                                 |
| FC Brochthausen                       | 1   | 1926-1927                                 |
| FC 1908 Duderstadt                    | 1   | 1923-1924                                 |
| FC Helvetia Eisleben                  | 1   | 1917-1918                                 |
| FV Hohenzollern Nordhausen            | 1   | 1917-1918                                 |
| FC Adler Eisleben                     | 1   | 1917-1918                                 |

1911/12 · 1912/13 · 1913/14 · 1914/15 · 1915/16 · 1916/17 · 1917/18 · 1918/19 · 1923/24 · 1924/25 · 1925/26 · 1926/27 · 1927/28 · 1928/29 · 1929/30 · 1930/31 · 1931/32 · 1932/33